# Bodotria ozolinshi
Bodotria ozolinshi is een zeekommasoort uit de familie van de Bodotriidae. De wetenschappelijke naam van de soort is voor het eerst geldig gepubliceerd in 1993 door Tsareva & Vassilenko.